# Nychogomphus saundersii
Nychogomphus saundersii – gatunek ważki z rodziny gadziogłówkowatych (Gomphidae). Znany z zaledwie kilku okazów. Występuje w Indiach i Mjanmie; miejsce typowe nie jest znane, wiadomo tylko, że były to Indie. Odnotowane stwierdzenia z Indochin i Indonezji dotyczą zapewne innych blisko spokrewnionych gatunków. Za synonim N. saundersii uznany został takson Onychogomphus nigrescens, znany tylko z jednego okazu – samicy odłowionej na Półwyspie Malajskim.